# Chrysozephyrus aurorinus
Chrysozephyrus aurorinus är en fjärilsart som beskrevs av Charles Oberthür 1880. Chrysozephyrus aurorinus ingår i släktet Chrysozephyrus och familjen juvelvingar. Inga underarter finns listade i Catalogue of Life.